# Rosso dalla Turca
Rosso dalla Turca (conosciuto come il Turcone; Genova, fine XII secolo – 1258 circa) è stato un Capitano del Popolo e ammiraglio della Repubblica di Genova.

## Biografia
Rosso acque negli ultimi anni del XII secolo a Genova. Appartenente alla famiglia Della Turca, coinvolta nelle lotte civiche tra i "De Volta" e i "De Curia", le sue parentele dirette restano tuttavia ignote. La sua prima apparizione nella vita pubblica è documentata nel 1214, quando, insieme a Bulbonino, Nuvelono e Cammilla, tese un agguato a Sorleone Pevere lungo il Bisagno. L'attentato fallì per l'intervento di Ansaldo De Mari, che respinse gli assalitori ma venne ferito nella zuffa. A seguito dell'episodio, Rosso della Turca rimase ai margini della scena politica fino al 1227, quando venne eletto tra gli Otto nobili preposti alla gestione finanziaria del Comune.
Nel 1232 fu nominato podestà di Arles. Tornato in patria, si affermò nel contesto delle crescenti tensioni tra Papato e Impero, divenendo con Folco Guercio una figura chiave della politica militare guelfa genovese. Nel 1238, durante la rivolta della Riviera di Ponente, partecipò alla repressione dell’insurrezione: dopo aver sottomesso Ventimiglia, guidò con successo l’assalto all’isola della Gallinaria. I prigionieri furono condotti in ceppi a Genova.
In seguito alla scoperta di lettere compromettenti inviate da Federico II ai ghibellini genovesi (1239), Rosso e Folco vennero nominati Capitani del Popolo con compiti prettamente militari. A Rosso furono affidate le quattro "compagne" del borgo e venticinque serventi. Nello stesso anno fu testimone di accordi diplomatici a Carpena. Nel 1240 guidò una squadra navale in soccorso del castello di Pietra Ligure, liberato grazie anche all’intervento di truppe milanesi e piacentine. Tentò poi, con minor successo, di riconquistare i territori ribelli di Savona e Albenga.
Nel 1241 prese parte alla repressione dell’insurrezione ghibellina interna: guidò direttamente l’assalto al palazzo di Giovanni Streggiaporco e alle torri degli Spinola, uccidendo Tommaso Spinola. Proseguì poi la sua attività diplomatica e consiliare: nel 1242 fu tra i sottoscrittori dell’accordo con i visconti di Savignone, e nel 1246 della ratifica dell’intesa con gli uomini di Cervo.
Dopo il consolidamento della posizione guelfa, Genova si dedicò all’organizzazione della flotta per la crociata bandita da Luigi IX. Rosso fu designato comandante della flotta, ma l’acuirsi della minaccia imperiale lo trattenne in patria con il comando di 32 galee contro le incursioni di Andriolo De Mari. In tale veste, partecipò nel 1250 all’alleanza con Grasse, nel 1251 alla resa delle città rivierasche (Albenga, Savona, Ventimiglia) e alla pace con Venezia. L’anno seguente testimoniò il trattato con il castello di Brehl, nel 1256 fu coinvolto nelle trattative per l’acquisizione del castello di Lerici, e nel 1258 fu nominato ammiraglio della flotta genovese diretta nel Mediterraneo orientale.
In questa ultima missione, portò con sé il figlio Mirialdo, che assunse di fatto il comando delle operazioni. Giunto a Tiro, Rosso concertò un attacco con Filippo di Montfort contro la città di Acri, ma la morte improvvisa di Mirialdo lo gettò in uno stato di depressione. La perdita del figlio compromise la lucidità dell’ammiraglio, che non sfruttò un favorevole momento tattico e decise di attendere l’assalto nemico.
Il 24 giugno 1258 la flotta venetopisana attaccò e distrusse gran parte delle navi genovesi: 1.700 uomini furono uccisi o catturati. La colonia genovese di Acri fu saccheggiata. Le fonti tacciono sul destino finale di Rosso della Turca, che scompare dalla scena dopo la disfatta. Non è noto se sia morto in battaglia o se sia riuscito a rifugiarsi a Tiro.